# Phytorus
Phytorus is een geslacht van kevers uit de familie bladkevers (Chrysomelidae).
De wetenschappelijke naam van het geslacht werd in 1884 gepubliceerd door Martin Jacoby.

## Soorten
- Phytorus antennalis Medvedev & Moseyko, 2002
- Phytorus laysi Medvedev & Moseyko, 2002
- Phytorus leyteanus Medvedev, 1995